# Claudio Biaggio
Claudio Biaggio, argentinski nogometaš in trener, * 2. julij 1967.
Za argentinsko reprezentanco je odigral eno uradno tekmo.